# Старуха, жарящая яйца
«Старуха, жарящая яйца» — жанровая картина Диего Веласкеса, написанная около 1618 года, в севильский период художника. В настоящее время хранится в Национальной галерее Шотландии в Эдинбурге.
На ранних картинах Веласкес нередко изображал жизнь простонародья, зачастую используя членов своей семьи в качестве моделей. Женщина, изображённая на данной картине, появляется в другой работе мастера того же периода — «Христос в доме Марфы и Марии» (1618). Единой точки зрения на то, какой именно процесс приготовления яиц показан на картине — жарка или варка — не существует, поэтому она имеет альтернативное название «Старуха, варящая яйца».
Картина считается одной из лучших ранних работ Веласкеса и демонстрирует его мастерское владение светотенью. Источник освещения слева ярко заливает светом профиль старухи, её утварь, готовящиеся яйца и мальчика слева от неё, оставляя фон в глубокой тени. Использованная мастером светотень крайне интенсивна, так что стена на заднем плане не видна, в отличие от висящей на ней корзины. Веласкес сочетает мрачную темноту с высококонтрастным светом, используя тонкие оттенки и палитру с преобладанием охровой и коричневой краски. Композиция картины имеет овальную форму с центральными персонажами на переднем плане, что максимально приближает зрителя к пространству картины. Веласкес с фотографичным реализмом изображает кухонную утварь, удивительно точно передавая игру света на поверхности посуды и дыне в руках мальчика. Особенно удачно исполнены кастрюля с яйцами и руки персонажей.
Картина впервые упоминается среди прочих бодегонов Веласкеса в 1698 г. в описи имущества фламандского купца Николаса де Омазура, друга Мурильо. В 1813 году продана лондонским «Кристис» и с тех пор не покидала Великобритании. Впервые атрибутирована как работа Веласкеса в каталоге работ Веласкеса и Мурильо, составленном Ч. Кёртисом в 1883 году. Поступила в эдинбургский музей в 1955 году. Во время реставрации 1957 года в правом нижнем углу обнаружена дата написания, позволившая связать «Старуху,…» с «Христом в доме Марфы и Марии» и отождествить модель на обеих картинах.